# George Pattullo (auteur)
Pour les articles homonymes, voir George Pattullo et Pattullo.
George Pattullo (9 octobre 1879-29 juillet 1967) est un journaliste et auteur canadien.

## Biographie
Né à Woodstock en Ontario dans une famille d'origines écossaises,, Pattullo fréquente le Woodstock Collegiate Institute (en) et l'université de Toronto. Il travaille ensuite pour des journaux de Montréal, Londres et Boston.
Il épouse Lucille Wilson, fille de l'homme d'affaires de Dallas J. B. Wilson.
Durant sa carrière, il écrit des articles et des nouvelles pour diverses publications dont le The Saturday Evening Post, McClure's Magazine, American Magazine et le Popular Magazine,. Il sert également comme correspondant de guerre lors de la Première Guerre mondiale tout en écrivant plusieurs nouvelles. L'une de ses histoires sera la base du film Gasoline Gus (en) diffusé en 1921. Il est le premier correspondant à rapporter l'acte de bravoure d'Alvin York, l'un des soldats américains les plus décorés du premier conflit mondial. Pattullo travaille ensuite comme éditeur du Boston Herald. Il continue d'écrire des nouvelles au sujet de l'Ouest américain après avoir voyagé avec le photographe Erwin E. Smith (en) de 1908 à 1910.
Pattullo meurt à New York en juillet 1967 et est inhumé au mausolée Sparkman Hillcrest à Dallas.
La bibliothèque George C. Marshall possède un entretien avec Pattullo réalisé le 8 mai 1959.